# ジャパニケーション
「ジャパニケーション」は、日本のロックバンド・SPYAIRの楽曲。2009年4月15日に、1枚目のインディーズシングルとして、U-PROJECTからリリースされ、2011年3月16日には、再録音されたバージョンが、3枚目のメジャーシングルとして、Sony Music Associated Recordsからリリースされた。

## インディーズ盤
- SPYAIRがインディーズで1枚目にリリースしたシングルで、全国デビューシングルでもある。
- 先行配信した着うたが、インディーズの「試聴ランキング」、「週間ランキング」、「月間ランキング」の全部門で1位を獲得している。
- 現在は廃盤になっており、入手するのは非常に困難で、ネットオークションでは、高値で取引されることがある。

### 収録曲
| 全作詞: MOMIKEN、全作曲: UZ & IKE。 |                                  |         |            |      |
| #                                   | タイトル                         | 作詞    | 作曲・編曲 | 時間 |
| 1.                                  | 「ジャパニケーション」           | MOMIKEN | UZ & IKE   | 2:54 |
| 2.                                  | 「切なafraid」                   | MOMIKEN | UZ & IKE   | 3:44 |
| 3.                                  | 「メッセージ/OVER」(bonus track) | MOMIKEN | UZ & IKE   | 6:09 |
| 合計時間:                           | 合計時間:                        | 12:47   |            |      |

### 楽曲解説
1. ジャパニケーション
メジャーの3rdシングル『ジャパニケーション』の原曲である。
UZいわく、「すごくいい意味で前に進めた曲」であり、今までは入れなかったシンセサイザーを初めて入れるなど、新しい試みも行った曲である[1]。
2. 切なafraid
インディーズ当時、ロックな曲が多かった彼らにとっては珍しいバラード曲である。
3. メッセージ/OVER (bonus track)
このうちの、「OVER」の原曲は、アルバム『alive』に収録されている。

## メジャー盤
前作「Last Moment」から約3か月半ぶりのリリース。タイトル曲「ジャパニケーション」は、インディーズ時代のシングル曲を新規に録音したものである。リリースは初回生産限定盤と通常盤の2形態で行われ、このうち初回生産限定盤には「ジャパニケーション」のミュージック・ビデオを収録したDVDが同梱されている。
なお「ジャパニケーション」のミュージック・ビデオの撮影に当たって、SPYAIRはソウル郊外で路上ライブを実施した。これについてIKEは、日本でK-POPブームが起きているため、逆に大韓民国で路上ライブを行って腕試しをする意図があったと発言している。
本作のCMには、タレントの茂木淳一が出演した。

### 収録曲
| 全作詞: MOMIKEN、全編曲: SPYAIR。 |                        |           |          |      |
| #                                 | タイトル               | 作詞      | 作曲     | 時間 |
| 1.                                | 「ジャパニケーション」 | MOMIKEN   | IKE & UZ | 2:57 |
| 2.                                | 「Deperture」          | MOMIKEN   | IKE & UZ | 3:46 |
| 3.                                | 「Just One」           | MOMIKEN   | UZ       | 2:55 |
| 4.                                | 「Dead Coaster」       | MOMIKEN   | IKE & UZ | 3:18 |
| 合計時間:                         | 合計時間:              | 合計時間: | 12:56    |      |

| #  | タイトル                             | 作詞 | 作曲・編曲 |
| -- | ------------------------------------ | ---- | ---------- |
| 1. | 「ジャパニケーション (Music Video)」 |      |            |

### 楽曲解説
1. ジャパニケーション
Musicnetの川崎直子曰く、「『生のコミュニケーションの大切さ＝ライブが自分たちの居場所』というメッセージが込められたソリッドなロック・ナンバー[7][リンク切れ]」。SPYAIRのライブでオープニングを飾る定番曲であり[8]、UZ曰く「今までのSPYAIRの象徴的な曲で攻めたい」という思いから3枚目のシングル曲として選ばれた[5]。
インディーズ版と比較してソリッドさが増している[3]。一方でUZによると、「成長した姿をストレートに音源に残したい」という思いから、曲のアレンジはインディーズ版からあまり変化させていないという[5]。
2. Departure
旅立ちと共に訪れる別れを歌った曲[3]。SPYAIRが地元である名古屋市を離れるときの葛藤が託されたナンバーであり[9]、Musicnetの川崎直子は「バラードにせず、バリバリのロックに仕立てたところが粋」と評している[7]。
3. Dead Coaster
インディーズ時代に発表した曲[注釈 1]の新規録音[3]。インディーズ時代からSPYAIRのライブでは定番の曲[10]。

### 収録アルバム
1. ジャパニケーション
  - 1stスタジオ・アルバム『Rockin' the World』
  - 1stベスト・アルバム『BEST』
2. Departure
  - 1stスタジオ・アルバム『Rockin' the World』
  - 1stベスト・アルバム『BEST』
3. Just One
  - 1stスタジオ・アルバム『Rockin' the World』
  - 1stベスト・アルバム『BEST』
4. Dead Coaster
  - 1stスタジオ・アルバム『Rockin' the World』
  - 1stベスト・アルバム『BEST』